# Darmacaang
Darmacaang is een bestuurslaag in het regentschap Ciamis van de provincie West-Java, Indonesië. Darmacaang telt 3591 inwoners (volkstelling 2010).